# Babacar
Pour les articles homonymes, voir Babacar (homonymie).
Albums de France Gall
France Gall au Zénith
(1985) Le Tour de France 88
(1988)
Singles
1. Babacar
Sortie : mars 1987
2. Ella, elle l'a
Sortie : août 1987
3. Évidemment
Sortie : mars 1988
4. Papillon de nuit
Sortie : septembre 1988
5. La Chanson d'Azima
Sortie : mars 1989

Babacar est un album studio de France Gall sorti en avril 1987. L'album est certifié disque de diamant pour plus d’un million de copies vendues.
Aujourd'hui encore, cet album reste le plus grand succès de la chanteuse. Il contient plusieurs tubes connus : Babacar, Ella, elle l'a (hommage à Ella Fitzgerald), Évidemment (hommage à Daniel Balavoine), Papillon de nuit et La Chanson d'Azima.

## Titres
| No | Titre                    | Durée |
| -- | ------------------------ | ----- |
| 1. | Papillon de nuit         | 4:58  |
| 2. | Dancing Brave            | 3:08  |
| 3. | Babacar                  | 4:49  |
| 4. | J'irai où tu iras        | 3:51  |
| 5. | Ella, elle l'a           | 4:51  |
| 6. | Évidemment               | 3:27  |
| 7. | La Chanson d'Azima       | 2:47  |
| 8. | Urgent d'attendre        | 3:44  |
| 9. | C'est bon que tu sois là | 3:40  |

## Crédits

### Paroles et musique
- Michel Berger

### Musiciens
- Guitares : Claude Engel
- Basse, synthétiseurs et programmations : Jannick Top
- Batterie et programmations : Claude Salmiéri
- Piano et synthétiseur : Michel Berger
- Synthétiseurs et programmations : Serge Perathoner
- Saxophone : Patrick Bourgoin
- Claviers additionnels : Georges Rodi et Jannick Top
- Chœurs :
  - France Gall, Michel Berger, Jean-Pierre Janiaud
  - Laurent Voulzy pour Dancing Brave
  - France Gall, Michel Berger, Jean-Jacques Goldman, Corinne Balavoine, Jean-Pierre Janiaud pour J'irai où tu iras

### Production
- Producteur : Michel Berger pour les Disques Apache
- Enregistrement :
  - Papillon de nuit, Babacar, Ella, elle l'a, Urgent d'attendre, C'est bon que tu sois là, enregistrés par Jean-Pierre Janiaud assisté de Nick Lovallo aux Lark Recording Studios de Carimate en Italie
  - Dancing Brave, J'irai où tu iras, Évidemment, La Chanson d'Azima, enregistrés par Jean-Pierre Janiaud assisté d’Olivier do Espirito Santo au studio Gang (Paris)
  - Enregistrement des voix et mixages réalisés par Jean-Pierre Janiaud assisté d’Olivier do Espirito Santo au studio Gang (Paris)
- Éditeur : Éditions Apache France
- Album original : 33 tours / LP Stéréo  Apache 242096-1 sorti le 3 avril 1987
- Photographies :
  - Portraits de France Gall (pochette et intérieur) : Bertrand Crouzat
  - Photos intérieures : Thierry Boccon-Gibod, Selwin Photos, Jean-Pierre Leloir
- Dessin du « papillon de nuit » : Pauline Hamburger
- Conception pochette : Paul Antonietti
- Édition CD  Apache 242096-2 parue le 19 avril 1987

## Autour de l’album
Une chanson, La seule chose qui compte, ne trouvera pas sa place dans cet album, comme l’explique France Gall dans son anthologie Évidemment : « C’est une chanson toute simple avec des phrases répétitives, qui est positive, et nous pousse à trouver le bonheur. Un hymne à la vie, en quelque sorte. Elle devait figurer sur l’album Babacar, et a été enlevée pour des raisons de minutage. Michel s’est incliné, la mort dans l’âme. »

## Classements
| Pays      | Meilleure position |
| --------- | ------------------ |
| Allemagne | 7                  |
| France    | 2                  |
| Suède     | 24                 |
| Suisse    | 25                 |
| Québec    | 13                 |

## Certification
| Régions       | Certification | Ventes    |
| ------------- | ------------- | --------- |
| France (SNEP) | Diamant       | 1 110 000 |